# 9-я гвардейская артиллерийская бригада
9-я гвардейская артиллерийская Келецко-Берлинская орденов Кутузова, Богдана Хмельницкого, Александра Невского и Красной Звезды бригада (сокр. 9 абр, в/ч 02561) — тактическое соединение Сухопутных войск Российской Федерации (с 1992 года). В годы Великой Отечественной войны — тактическое соединение Рабоче-крестьянской Красной армии. С 1946 года формирование Советской армии.
Формирование входит в состав 6-й общевойсковой армии Ленинградского военного округа. Пункт постоянной дислокации — г. Луга Ленинградской области.

## История
Ведёт свою историю от сформированной 1 октября 1944 года на сандомирском плацдарме в Польше 200-й лёгкой артиллерийской бригады.

### В Великой Отечественной войне
4 апреля 1945 года «за образцовое выполнение заданий командования и проявленные личным составом отвагу и мужество в боях с немецко-фашистскими захватчиками» 200-я лабр была удостоена гвардейского звания и преобразована в 71-ю гвардейскую лёгкую артиллерийскую бригаду в составе 4-й гвардейской танковой армии 1-го Украинского фронта.
В последующем участвовала в боях по овладению г. Нейссе (ныне Ныса) и за высокое боевое мастерство личного состава была награждена орденом Богдана Хмельницкого 2-й степени (26 апреля 1945 года).
В Берлинской наступательной операции 1945 года бригада метким огнём успешно поддерживала соединения армии при прорыве оборонительных рубежей на подступах к столице Германии и её штурме.
«За образцовое выполнение заданий командования при окружении берлинской группировки немецко-фашистских войск» была награждена орденом Кутузова 2-й степени (28 мая 1945 года).
За боевые отличия при штурме советскими войсками г. Берлин удостоена почётного наименования «Берлинской» (4 июня 1945 года). Завершающим этапом боевых действий бригады было её участие в Пражской наступательной операции.
Боевой путь закончила 10 мая 1945 года в районе Янеч.

### После войны
13 ноября 1946 года бригада реорганизовалась и была скадрована в полк в составе 4-й гвардейской отдельной кадровой танковой дивизии и переименована 71-й гвардейский кадровый лёгко-артиллерийский полк. Части бригады были скадрованы в дивизионы.
В январе 1949 года полк вновь развёрнут в бригаду.
В ноябре 1954 года перешла на новый штат № 8/259 и была реорганизована из трехполкового состава (428 гв. лап, 429 гв. лап, 430 гв. пап и управления бригады) в артиллерийскую бригаду 4-й гвардейской механизированной армии 3-х дивизионного состава. После переформирования бригаде были переданы боевые награды входивших в её состав полков: орден Александра Невского и орден Красной Звезды.
Бригада стала именоваться: 71-я гвардейская Келецко-Берлинская орденов Кутузова, Богдана Хмельницкого, Александра Невского и Красной Звезды артиллерийская бригада.
В мае 1957 года была переформирована в пушечную артиллерийскую бригаду.

### 71-я гвардейская пушечная артиллерийская бригада
На основании директивы 4-й гвардейской механизированной армии, бригада в мае месяце 1957 года была переформирована в пушечную артиллерийскую и перешла на новый штат № 8/744 (3-х дивизионного состава) и стала именоваться: 71-я гвардейская пушечная артиллерийская Келецко-Берлинская орденов Кутузова, Богдана Хмельницкого, Александра Невского и Красной Звезды бригада.

### 113-й гвардейский армейский пушечный артиллерийский полк
В соответствии с Законом Верховного Совета СССР от 15 января 1960 год «О новом значительном сокращении Вооруженных Сил Союза СССР» во исполнение Директив Главнокомандующего Сухопутными войсками №ОШ/1/346265 от 17 февраля 1961 года, бригада в течение 24 — 25 апреля 1961 года была переформирована в полк и стал именоваться: 113-й гвардейский армейский пушечный артиллерийский полк.

### 387-я гвардейская артиллерийская бригада

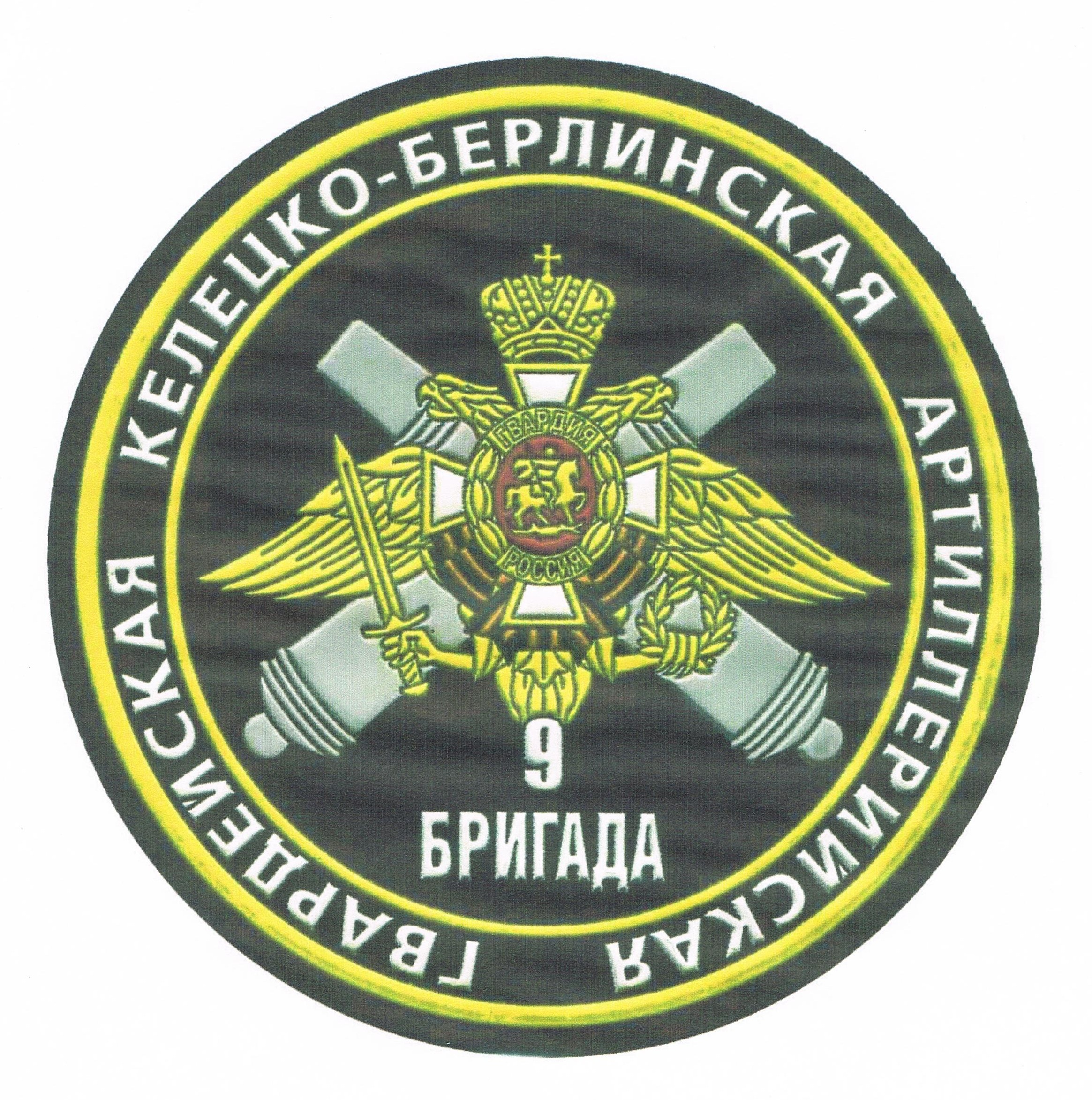
Нарукавный знак 9-й бригады.

В соответствии с директивой Министра обороны СССР, директивы Главнокомандующего ГСВГ и Приказа Командующего 20-й гвардейской Краснознамённой армии полк с 1 декабря 1981 года переведен на новый штат № 8/120-51 и имеет организацию: управления бригады, разведывательный артиллерийский дивизион, два артиллерийских дивизиона 130 мм пушек, два артиллерийских дивизиона 152 мм пушек — гаубиц, батарея управления, инженерный взвод, автомобильная рота, ремонтная рота, медицинский пункт, клуб и хозяйственный взвод и именуется 387-я гвардейская артиллерийская Келецко-Берлинская орденов Кутузова, Богдана Хмельницкого, Александра Невского и Красной Звезды бригада.
В 1983 году бригада была переведена на новый штат 8/118-51 и имеет организацию: управление бригады, разведывательный артиллерийский дивизион, два артдивизиона 152 мм самоходных пушек 2С5, два артиллерийский дивизиона 152 мм пушек — гаубиц Д-20, батарея управления, инженерный взвод, взвод хим. защиты, ремонтная рота, медицинский пункт, рота материального обеспечения, клуб.
1 апреля 1986 года и имеет организацию: управление, два пушечных самоходно-артиллерийских дивизиона, два тяжёлых гаубичных артиллерийских дивизиона, разведывательный артиллерийский дивизион, батарея управления, ремонтная рота, рота материального обеспечения, инженерно- саперный взвод, взвод хим. защиты, медицинский пункт, клуб, оркестр.
С 1 ноября 1991 года бригада вошла в состав частей группового подчинения.
С 28 апреля 1992 года по 5 июня 1992 года бригада в полном составе выведена из Западной группы войск в ордена Ленина Ленинградский военный округ для дальнейшего переформирования.
С 5 июня 1992 года по 15 июня 1992 года произведён приём-передача бригады в состав Ленинградского военного округа.

### 9-я гвардейская артиллерийская бригада
С 15 июня по 10 июля 1992 года бригада совместно с 289-й артиллерийской бригадой большой мощности переформирована в 9-ю артиллерийскую бригаду и стала именоваться 9-я гвардейская артиллерийская Келецко-Берлинская орденов Михаила Кутузова, Богдана Хмельницкого, Александра Невского и Красной Звезды бригада.
В связи со значительным сокращением численности войск Ленинградского военного округа бригада с 1 мая 1998 года выведена из состава 30-го гвардейского армейского корпуса, передана в подчинение командующего войсками округа и переведена на штат № 8/624-51 с наименованием «Кадр 9-й гвардейской артиллерийской бригады» с общей численностью военнослужащих 180 человек.
В соответствии с планом реформирования ВС России бригада с 1 декабря 2000 вновь развёрнута с общей численностью военнослужащих 1 547 человек.
В последующем установлена общая численность военнослужащих бригады 732 человека. Имеет на вооружении 152-мм САУ 2С19 «Мста-С» и другие артиллерийские системы.
Наследники боевой славы бригады продолжают службу в 9-й гвардейской артиллерийской Келецко-Берлинской орденов Кутузова, Богдана Хмельницкого, Александра Невского и Красной Звезды бригаде (в/ч 02561) г. Луга Ленинградской области..

### Вторжение России на Украину
Бригада принимает участие во вторжении России на Украину.

## Состав

### 71-я гвардейская лёгкая артиллерийская бригада
Управление бригады, части и подразделения обеспечения и обслуживания
- 428-й гвардейский лёгкий артиллерийский Пражский орденов Кутузова, Богдана Хмельницкого и Александра Невского полк;
- 429-й гвардейский лёгкий артиллерийский орденов Богдана Хмельницкого, Александра Невского и Красной Звезды полк;
- 430-й гвардейский пушечный артиллерийский орденов Кутузова, Богдана Хмельницкого и Александра Невского полк.

### 387-я гвардейская артиллерийская бригада
- с мая 1957 г.: штат № 8/744 (управление, батарея управления, взвод хим. защиты, оркестр, бригадная школа, РАД, 1-й дивизион — 122-мм пушек, 2-й дивизион — 152 мм пушек-гаубиц, 3-й дивизион — 130-мм пушек и подразделения обслуживания)
- с апреля 1961 года : штат № 8/110/[10] управление, подразделения боевого обеспечения, разведывательный артиллерийский дивизион, 2 артиллерийских дивизиона 130-мм пушек, артиллерийский дивизион 152-мм пушек-гаубиц, автотранспортная рота и подразделения боевого обслуживания.
- с февраля 1962 года: штат 8/161[11], управление, разведывательный артиллерийский дивизион (до 1963 года), два артиллерийских дивизиона 130 мм пушек, арт. дивизиона 152-мм пушек — гаубиц, автотранспортная рота и подразделения боевого обслуживания
- с 1 декабря 1974 года: штат № 8/400 имеет управления полка, разведывательный артиллерийский дивизион, 2 артиллерийских дивизиона 130 мм пушек, 1 артиллерийский дивизион 152 мм пушек-гаубиц, батарея управления, ремонтная рота, полковой медицинский пункт, клуб и хозяйственный взвод.
- С 1 апреля 1986 года: штат 8/497-51[12]: управление, 2 пушечных самоходно-артиллерийских дивизиона, 2 тяжелых гаубичных артиллерийских дивизиона, разведывательный артиллерийский дивизион, батарея управления, ремонтная рота, рота материального обеспечения, инженерно- саперный взвод, взвод химической защиты, медицинский пункт, клуб, оркестр.

## Подчинение
- До 1957 года: в составе 4-й гвардейской танковой армии 1-го Украинского фронта.
- После 1957 года: в составе 4-й гвардейской механизированной и 20-й гвардейской общевойсковой армий. С 1 ноября 1991 года в составе частей группового подчинения ГСВГ, 30-го гвардейского армейского корпуса ЛенВО.

## Командиры
С начала формирования и до конца войны 71-й бригадой командовал полковник Иван Николаевич Козубенко.

## Награды и наименования
«За мужество и отвагу, проявленные в боях с немецко-фашистскими захватчиками» в годы Великой Отечественной войны, 1710 воинов бригады награждены орденами и медалями, а 5 удостоены звания Героя Советского Союза.
| Награда (наименование)     | Дата                 | За что получена |
| -------------------------- | -------------------- | --- |
| Гвардейская                | 4 апреля 1945 года   | за образцовое выполнение заданий командования и проявленные личным составом отвагу и мужество в боях с немецко-фашистскими захватчиками             |
| «Келецкая»                 | 19 февраля 1945 года | За отличие в боях при овладении г. Кельце была удостоена почётного наименования Келецкой                                                            |
| «Берлинская»               | 14 июня 1945 года    | За боевые отличия при штурме советскими войсками г. Берлин удостоена почётного наименования Берлинской                                              |
| Орден Кутузова             | 17 мая 1945 года     | За образцовое выполнение заданий командования при окружении берлинской группировки немецко-фашистских войск награждена орденом Кутузова 2-й степени |
| Орден Богдана Хмельницкого | 17 мая 1945          | За овладение г. Нейссе (ныне Ныса) и за высокое боевое мастерство личного состава награждена орденом Богдана Хмельницкого 2-й степени               |
| Орден Александра Невского  | 11.1954              | Передан бригаде от полков при переформировании их в дивизионы                                                                                       |
| Орден Красной Звезды       | 11.1954              | Передан бригаде от 429-го гвардейского лёгко-артиллерийского полка при его переформировании в артдивизион                                           |